# Азамбуджа, Рейнальдо
Рейнальдо Азамбуджа (род. 13 мая 1963, Кампу-Гранди) — бразильский политик, член Бразильской социал-демократической партии, губернатор штата Мату-Гросу-ду-Сул (с 1 января 2015 года по 1 января 2023 года).
На выборах в Мату-Гросу-ду-Сул в 2014 году баллотировался на пост губернатора. Азамбуджа занял второе место в первом туре и выиграл выборы во втором туре у кандидата Делсидио Амарала. В 2023 году на посту его сменил Эдуардо Ридель.